# Щеглов, Иван Иванович
Иван Иванович Щеглов (6 ноября 1919, Белый Холм, Смоленский район — 4 июня 1978, Николаев) — советский военнослужащий, участник Великой Отечественной войны, полный кавалер ордена Славы, помощник командира взвода 179-го гвардейского стрелкового полка, гвардии сержант — на момент представления к награждению орденом Славы 1-й степени.

## Биография
Родился 6 ноября 1919 года в деревне Белый Холм Вяземского района Смоленской области. Работал трактористом на машинно-тракторной станции в селе Туманово Вяземского района.
В Красной Армии с 1939 года. На фронте в Великую Отечественную войну с августа 1942 года. Воевал в составе 92-го гвардейского артиллерийского полка 10-го гвардейского стрелкового корпуса на Закавказском, Северо-Кавказском,, Южном, 3-м и 4-м фронтах. Участвовал в боях на Северном Кавказе, освобождении Кубани, Мелитопольской, Никопольско-Криворожской и Березнеговато-Снигиревской операциях. Член ВКП/КПСС с 1943 года.
Командир отделения тяги 92-го гвардейского артиллерийского полка гвардии сержант Щеглов 20-27 марта 1944 года в боях за город Николаев под обстрелом противника выдвигал орудия и доставлял боеприпасы на огневые позиции батареи. 27 марта был тяжело ранен, но поля боя не оставил пока не выставил орудие и не увёл машину из-под обстрела.
Приказом командира 10-го гвардейского стрелкового корпуса от 17 апреля 1944 года за мужество, проявленное в боях с врагом, гвардии сержант Щеглов награждён орденом Славы 3-й степени.
После излечения в госпитале И. И. Щеглов направлен в 179-й гвардейский стрелковый полк 59-й гвардейской стрелковой дивизии. В составе 46-й армии 3-го Украинского фронта участвовал в Ясско-Кишинёвской операции.
20 августа 1944 года у села Талмаз стрелковая рота, в которой воевал командиром отделения гвардии сержант Щеглов, была атакована сильным пулемётным огнём из вражеского дзота и вынуждена была залечь. Тогда Щеглов скрытно обошёл дзот с фланга и подорвал его противотанковой гранатой. В бою удержал позицию до подхода основных сил, чем помог подразделению выполнить боевую задачу.
Приказом по 46-й армии от 26 сентября 1944 года гвардии сержант Щеглов награждён орденом Славы 2-й степени.
В сентябре 1944 года 46-я армия вошла в состав 2-го Украинского фронта и участвовала в освобождении Румынии.
Помощник командира взвода гвардии сержант Щеглов 26 сентября 1944 года у села Пилипец заменил раненого командира взвода и, совершив тяжёлый марш по горно-лесистой местности, зашёл в тыл противника и атаковал его. Взвод овладел сопкой. В этом бою Щеглов лично уничтожил более десяти пехотинцев врага.
Указом Президиума Верховного Совета СССР от 24 марта 1945 года за мужество, отвагу и героизм, проявленные в борьбе с захватчиками, гвардии сержант Щеглов Иван Иванович награждён орденом Славы 1-й степени.
В дальнейшем он участвовал в Дебреценской, Будапештской и Венской наступательных операциях. В 1947 году уволен в запас. Жил в городе Николаев. Работал шофёром в автоколонне.
Награждён орденами Славы 1-й, 2-й и 3-й степени, медалями.
Умер 4 июня 1978 года. Похоронен в городе Николаев.